# Hymnemode
Hymnemonde (Hymnemodus, Innemond), mort en 516, est un fonctionnaire, puis abbé de la fin du Ve siècle et du début du siècle suivant.

## Biographie
Hymnemonde (Hymnemodus, Innemond) est mentionné dès 455. Il semble tout d'abord un fonctionnaire au sein de la cour du roi des Burgondes, Gondebaud.
Contre l'avis du roi, il intègre le monastère dit de Grigny, situé près de Vienne (Dauphiné),. Il en devient l'abbé.
Sigismond, fils et successeur de Gondebaud, récemment converti, fonde un monastère sur l'emplacement d'un ancien sanctuaire abritant les reliques de Maurice d'Agaune, en 515. Il semble faire appel à Hymnemonde pour le diriger. Le concile d'Agaune du 30 avril 515 le désigne abbé de Saint-Maurice d'Agaune. Cette nomination semble inviter les « Burgondes ariens à se convertir ».
Hymnemonde meurt le 3 janvier 516 ou peu de temps après.
Sa Vie, ainsi que celle de ses deux premiers successeurs, les saints Ambroise I et Achive, aurait été rédigée par un disciple.

### Articles externes
- Abbaye territoriale de Saint-Maurice d'Agaune